# 杨建成
杨建成（1976年8月—），男，汉族，中华人民共和国政治人物。现任中国科学院近代物理研究所研究员，博士生导师。第十四届全国政协委员。